# Olympische Jugend-Sommerspiele 2018/Teilnehmer (Trinidad und Tobago)
| Gelbes Symbol für Goldmedaillen mit stilisierten Olympischen Ringen | Graues Symbol für Silbermedaillen mit stilisierten Olympischen Ringen | Braundes Symbol für Bronzemedaillen mit stilisierten Olympischen Ringen |
| ------------------------------------------------------------------- | --------------------------------------------------------------------- | ----------------------------------------------------------------------- |
| —                                                                   | —                                                                     | —                                                                       |

Die Jugend-Olympiamannschaft aus Trinidad und Tobago für die III. Olympischen Jugend-Sommerspiele vom 6. bis 18. Oktober 2018 in Buenos Aires (Argentinien) bestand aus dreizehn Athleten.

## Athleten nach Sportarten

### Futsal
Mädchen
- 7. Platz
- Chelsea Ramnauth
- Makida Herbert
- Roshun Williams
- Nathifa Hackshaw
- Moenesa Mejias
- Kya Edwards
- Maria Frances Serrant
- Shamika York
- Aaliyah Prince
- Afiyah Cornwall

### Leichtathletik
Jungen
- Dominic Cole
100 m: 25. Platz
- Kelsey Daniel
Dreisprung: 15. Platz

### Schwimmen
Jungen
- Kael Yorke
50 m Schmetterling: 26. Platz
100 m Schmetterling: 28. Platz
200 m Schmetterling: 21. Platz